# خوسيه رودريغيز (لاعب كرة قاعدة)
خوسيه رودريغيز (بالإنجليزية: José Rodríguez)‏ هو لاعب كرة قاعدة أمريكي، ولد في 18 ديسمبر 1974 في Cayey, Puerto Rico ‏ في الولايات المتحدة.

## وصلات خارجية
- خوسيه رودريغيز على موقعبيزبول رفرنس.كوم (الدوري الرئيسي) (الإنجليزية)
- خوسيه رودريغيز على موقعبيزبول رفرنس.كوم (الدوري الثانوي) (الإنجليزية)